# ОШ „Петар Кочић” Мркоњић Град
ОШ „Петар Кочић“ је основна школа у Мркоњић Граду. У постојећој школској згради настава је почела да се изводи у другом полугодишту школске 1960/1961. године. У тој школској години наставу је похађало 1.128 ученика. Увођењем обавезног осмогодишњег школовања, дошло је до спајања дотадашње основне школе и ниже реалне гимназије, а Војислав Бањац је постављен за њеног првог директора.
У првом полугодишту школске 2007/2008. године, наставу су похађала 703 ученика, распоређена у 33 одјељења. У саставу школе „Петар Кочић“ раде и подручне школе у Оћунама, Мајдану и Копљевићима.
У оквиру ваннаставних активности постоји велики број секција. Најбројније су: одбојкашка, кошаркашка, драмско-рецитаторска и новинарска. Школски хор, који броји око 40 чланова, наступа на школским и локалним манифестацијама.

## Директори школе
Директори ове школе су били:
- Војислав Бањац (до 1961);
- Мирко Деретић (1961-1965);
- Никола Лисица (1965-1973);
- Богдан Латинчић (1973-1981);
- Божо Шкрбић (1981-1989);
- Цвијо Милић (1989-1994);
- Светозар Видаковић (1994-1998);
- Божо Шкрбић (1998-2007);
- Далиборка Видић ( 2007-2015).
- Весна Сладoјевић (2015-)